# Копельман, Леон
Леон Копельман (пол. Leon Kopelman, ивр. ליאון קופלמן‎; псевдоним в Армии Крайовой «Лёлик», 26 апреля 1924 года, Варшава — 12 августа 2021 года, Израиль) — польский и израильский военный, последний живший участник восстания в Варшавском гетто, затем участник Варшавского восстания 1944 года и войн Израиля.

## Биография
Родился в Варшаве, столице Польши, в 1924 году в семье Ицхака Арье и Бриндель Брони Копельман. Семья была светской, обеспеченной и жила в центре города, в районе, где большинство населения было христианами. Леон учился в системе образования на польском языке и был участником движения Маккаби. Перед Второй мировой войной вся семья планировала иммигрировать в Израиль. Его сестра иммигрировала в 1938 году, а отец нелегально иммигрировал в долгое и опасное путешествие в 1939 году. Планы семьи по объединению в Израиле были прерваны началом Второй мировой войны, когда нацистская Германия вторглась в Польшу. Леон и его мать остались в оккупированной немцами Варшаве, а в 1940 году были насильственно заключены в гетто вместе с остальными евреями города и другими евреями.
По словам Копельмана, «я воевал в Варшавском гетто с начала акций в гетто, когда немцы начали брать евреев на тотальное истребление. В 1942 году, когда мне было 18, а моей матери 40, ее увезли в Треблинку. Однажды я пришел домой с работы, когда работал у немцев, и больше ее не видел». Коппельман вступил в Еврейскую боевую организацию, командиром которой был Ицхак «Антек» Цукерман.
Согласно его показаниям, «в январе 1943 года началась акция. Немцы вошли в гетто, и тогда организация начала действовать. Несколько немцев было убито подпольщиками и тогда они отступили и вернулись в апреле, одетые в каски и с пушками, и начали эвакуацию гетто. Они поймали несколько людей, что-бы те показали бункеры в гетто, где прятались евреи.»
«19 апреля, когда началась большая акция, я и мои друзья находились в бункере. Немцы начали прочёсывать каждый дом и объявили по-немецки через громкоговоритель, что собираются сжечь дома и повстанцев, которые прятались в бункерах, и требуют что бы евреи вышли из бункеров и сдались». Копельман говорил, что «у нас не было выбора, мы не хотели быть сожженными заживо, поэтому мы выбрались из бункера и сдались. Немцы отвезли нас в место, где евреев грузили в вагоны и вывозили на истребление».
Леон был взят в плен офицерами гестапо, вместе с группой из около 80 евреев. Их построили, 50 из них отправили на истребление в Треблинку, а остальных перевели работать автослесарями в гараж в центре Варшавы. У Леона не было опыта, но он согласился, и так он выжил и проработал там несколько месяцев. Во время принудительных работ сначала был заключен в концлагерь Генсювка на территории разрушенного гетто, а затем переведен в печально известную тюрьму Павяк на территории бывшего гетто. Согласно его показаниям, с началом Варшавского восстания 1 августа 1944 года он вместе с группой узников-евреев был переведен обратно в концлагерь Генсювка. 5 августа концлагерь Генсювка был атакован и освобожден батальоном «Зоська» польского подпольного харцерского движения «Серые шеренги», действовавшего в составе Армии Крайовой. Как и другие заключенные-евреи, освобожденные тогда, Леон вызвался воевать с немцами в составе батальона. Более месяца он участвовал в боях в Варшаве, Старом городе, Средместье, Воле и Чернякове, где также сражался вместе с добровольцами из подразделений Зигмунта Берлинга. Вынужденные сдаться и взятые в плен немцами, Леон и его товарищи, как и многие жители и бойцы из Варшавы, были доставлены в пересыльный лагерь в соседнем городе Прушкув. Леон, которого должны были отправить в концентрационный лагерь в Германии, опасался, что его идентифицируют как еврея, и поэтому заручился помощью другого подпольщика, который помог ему получить поддельные документы, удостоверяющие личность поляка-католика, и место убежища в госпитале в город Милянувек под Варшавой. Леон работал в госпитале в Милянувеке до освобождения этого района Красной Армией в январе 1945 года. После освобождения некоторое время жил в пражском районе Варшавы, а затем направился нелегально в Израиль через Чехословакию и Австрию, добравшись до Италии.
Леон иммигрировал в Израиль из Италии в 1946 году в рамках движения «Бриха», с помощью Еврейской бригады. Одним из первых поступил на службу в Армию обороны Израиля во время Войны за независимость, в 1948 году (личный номер 9479). Служил в военной полиции, затем присоединился к бригаде Голани, с которой участвовал в боях в северном регионе. Затем был направлен в бригаду Кирьяти, с которой участвовал в боях в Негеве и Газе. В рамках службы в милуиме участвовал в Операции Кадеш и Шестидневной войне.
Леон женился на Хаве в 1953 году и создал большую семью, что стало, по его словам, «величайшей победой над нацистами». Двое его сыновей и дочь служили офицерами в Армии обороны Израиля. В последние годы своей жизни жил в пансионе для пенсионеров со своей женой, которая умерла за несколько месяцев до него. В 2018 году, когда скончался Симха Ротем (Казик), которого тогда определяли как «последнего из бойцов восстания в Варшавском гетто», Леон дал интервью и отверг определение, сказав: «Я предполагаю что еще живы несколько бойцов из варшавского гетто».
Леон Копельман скончался 12 августа 2021 года. У него остались трое детей, девять внуков и трое правнуков. Вероятно, он был последним выжившим во время восстания в Варшавском гетто. Он был заядлым энтузиастом бриджа, имел звание золотого мастера и играл в бридж-клубах в Израиле почти до самой смерти.